# 垂井町巡回バス
垂井町巡回バス（たるいちょうじゅんかいバス）は、岐阜県不破郡垂井町が運行しているコミュニティバスである。

## 概要
- 愛称はタウンバス。委託運行では無く、町が直接運行する。
- 長らく町が直接運行していたが、2015年10月からスイトトラベルに運行管理業務を委託している。

## 沿革
- 1994年 ‐ 町営無料福祉バス「すこやか号」の運行を開始。[1]
- 2004年 ‐ 拠点を保健センターから垂井駅に隣接した垂井駅西広場へ移す。[1]
- 2004年 ‐ 運行台数を1台から2台に増やし「すこやか1号」「すこやか2号」となる。更に、停留所も増やす。[1]
- 2015年10月1日 ‐ 路線を再編し有償化する。

## 運賃
- 1乗車100円　
  - 小学生以下の子供とその同乗者（子供1人につき同乗者1名）、母子健康手帳を所持した妊娠中の人、各種障害者手帳を所持した人は無料。
- 1日乗車券（300円）は、垂井町役場もしくは車内で購入可能。
- 回数券（11枚綴り1000円）は、役場もしくは車内で購入可能。
- 定期券（1ヶ月2000円・3ヶ月5000円・6ヶ月9000円）は、役場で購入可能。
  - 運転免許証の自主返納者には希望者に対し1年分の定期券を交付。[2]

## 運行日・運休日
- 平日のみの運行。
- 土日祝日と年末年始（12/9,12/29～1/3）運休。[3]
- 9:00から16:00の間、毎時1本運行。[2]

## 路線
- 垂井・岩手線

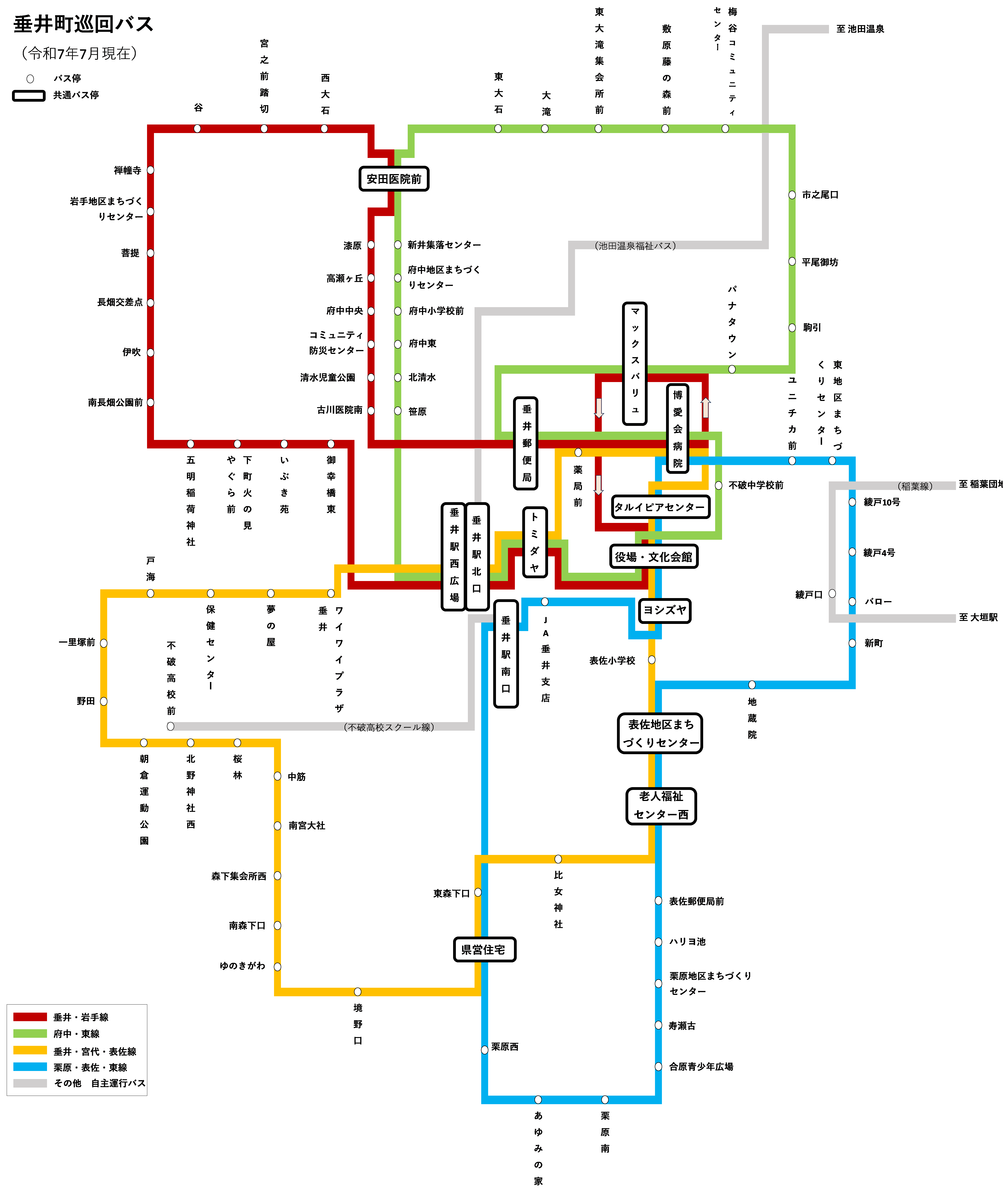

  - 路線カラーは赤、北西部を右回りに巡回する。

- 府中・東線
  - 路線カラーは緑、北東部を右回りに巡回する。

- 垂井・宮代・表佐線
  - 路線カラーは黄、南西部を左回りに巡回する。

- 栗原・表佐・東線
  - 路線カラーは青、南東部を左回りに巡回する。